# 亞速低地
亞速低地是烏克蘭的低地，位於該國東南部，由頓涅茨克州和札波羅結州負責管轄，西面是黑海低地，北面是亞速高地，東北面是頓涅茨克嶺，長20至120公里，平均海拔高度70至80米，最高點海拔高度120米。